# Somebody Save Me (Cinderella-Lied)
Somebody Save Me ist der Titel eines Liedes der US-amerikanischen Rockband Cinderella und stammt von deren Debütalbum Night Songs, dessen dritte und letzte ausgekoppelte Single es war.

## Hintergrund
Cinderella hatten 1984 und 1985 zwei Demos aufgenommen und damit unter anderem die Aufmerksamkeit von Jon Bon Jovi erregt, der ihnen mithilfe von Derek Shulman (A&R-Manager bei Mercury Records) einen Plattenvertrag verschaffte. Der ursprüngliche Schlagzeuger der Band, Jim Drnc, wurde bei den Aufnahmen durch Jody Cortez ersetzt, die Produktion des Debütalbums übernahm Andy Johns. Alle Songs der Platte schrieb Sänger und Gitarrist Tom Keifer.
Somebody Save Me wurde 1986 als Nachfolgesingle zu Nobody’s Fool und Shake Me ausgekoppelt. Das Lied erschien nur in den USA und Japan jeweils als Siebenzoll-Single. Zusätzlich wurde in Japan eine Promo-Single im Maxisingle-Format (12 Zoll) sowie 1988 eine CD-Video-Single veröffentlicht.
Die US-Single enthielt als B-Seite das Lied Hell on Wheels; die japanische Promo-EP neben dem Titelsong die Lieder Nothin’ For Nothin’, sowie Liveaufnahmen der Lieder Shake Me und Galaxy Blues. Auf der Video-CD waren die Lieder Somebody Save Me, Hell on Wheels, Back Home Again, Once Around the Ride und das Musikvideo zu Somebody Save Me enthalten.